# Europarlamentari della Germania della I legislatura
Gli europarlamentari della Germania della I legislatura, eletti in occasione delle elezioni europee del 1979, furono i seguenti.

## Composizione storica
| Europarlamentare                                | Lista                                    | Gruppo |
| ----------------------------------------------- | ---------------------------------------- | ------ |
| Heinrich Aigner                                 | Unione Cristiano-Sociale in Baviera      | PPE    |
| Siegbert Alber                                  | Unione Cristiano-Democratica di Germania | PPE    |
| Rudi Arndt                                      | Partito Socialdemocratico di Germania    | SOC    |
| Martin Bangemann                                | Partito Liberale Democratico             | LD     |
| Erik Bernhard Blumenfeld                        | Unione Cristiano-Democratica di Germania | PPE    |
| Reinhold L. Bocklet                             | Unione Cristiano-Sociale in Baviera      | PPE    |
| Willy Brandt                                    | Partito Socialdemocratico di Germania    | SOC    |
| Ludwig Fellermaier                              | Partito Socialdemocratico di Germania    | SOC    |
| Katharina Focke                                 | Partito Socialdemocratico di Germania    | SOC    |
| Bruno Friedrich                                 | Partito Socialdemocratico di Germania    | SOC    |
| Ingo Friedrich                                  | Unione Cristiano-Sociale in Baviera      | PPE    |
| Isidor W. Früh                                  | Unione Cristiano-Democratica di Germania | PPE    |
| Karl Fuchs                                      | Unione Cristiano-Sociale in Baviera      | PPE    |
| Volkmar Gabert                                  | Partito Socialdemocratico di Germania    | SOC    |
| Alfons Goppel                                   | Unione Cristiano-Sociale in Baviera      | PPE    |
| Wilhelm F.T. Hahn                               | Unione Cristiano-Democratica di Germania | PPE    |
| Klaus Hänsch                                    | Partito Socialdemocratico di Germania    | SOC    |
| Karl W.H. Hauenschild                           | Partito Socialdemocratico di Germania    | SOC    |
| Wilhelm Helms                                   | Unione Cristiano-Democratica di Germania | PPE    |
| Luise Herklotz                                  | Partito Socialdemocratico di Germania    | SOC    |
| Magdalene Hoff                                  | Partito Socialdemocratico di Germania    | SOC    |
| Karl-Heinz Hoffmann                             | Unione Cristiano-Democratica di Germania | PPE    |
| Ulrich Irmer                                    | Partito Liberale Democratico             | LD     |
| Heinrich Jürgens                                | Partito Liberale Democratico             | LD     |
| Hans Katzer                                     | Unione Cristiano-Democratica di Germania | PPE    |
| Egon Klepsch                                    | Unione Cristiano-Democratica di Germania | PPE    |
| Jan Klinkenborg                                 | Partito Socialdemocratico di Germania    | SOC    |
| Herbert W. Köhler                               | Unione Cristiano-Democratica di Germania | PPE    |
| Heinz Kühn                                      | Partito Socialdemocratico di Germania    | SOC    |
| Erwin Lange                                     | Partito Socialdemocratico di Germania    | SOC    |
| Horst Langes                                    | Unione Cristiano-Democratica di Germania | PPE    |
| Gerd Ludwig Lemmer                              | Unione Cristiano-Democratica di Germania | PPE    |
| Marlene Lenz                                    | Unione Cristiano-Democratica di Germania | PPE    |
| Erdmann Linde                                   | Partito Socialdemocratico di Germania    | SOC    |
| Rolf Linkohr                                    | Partito Socialdemocratico di Germania    | SOC    |
| Eugen Loderer                                   | Partito Socialdemocratico di Germania    | SOC    |
| Hans August Lücker                              | Unione Cristiano-Sociale in Baviera      | PPE    |
| Rudolf Luster                                   | Unione Cristiano-Democratica di Germania | PPE    |
| Ernst Majonica                                  | Unione Cristiano-Democratica di Germania | PPE    |
| Kurt Malangré                                   | Unione Cristiano-Democratica di Germania | PPE    |
| Meinolf Mertens                                 | Unione Cristiano-Democratica di Germania | PPE    |
| Ernst Müller-Hermann                            | Unione Cristiano-Democratica di Germania | PPE    |
| Franz-Josef Nordlohne                           | Unione Cristiano-Democratica di Germania | PPE    |
| (Hans) Johannes Wilhelm Peters                  | Partito Socialdemocratico di Germania    | SOC    |
| Gero Pfennig                                    | Unione Cristiano-Democratica di Germania | PPE    |
| Hans-Gert Pöttering                             | Unione Cristiano-Democratica di Germania | PPE    |
| Albert Pürsten                                  | Unione Cristiano-Democratica di Germania | PPE    |
| Renate-Charlotte Rabbethge                      | Unione Cristiano-Democratica di Germania | PPE    |
| Günter Rinsche                                  | Unione Cristiano-Democratica di Germania | PPE    |
| Bernhard Sälzer                                 | Unione Cristiano-Democratica di Germania | PPE    |
| Heinke Salisch                                  | Partito Socialdemocratico di Germania    | SOC    |
| Casimir J. Prinz zu Sayn-Wittgenstein-Berleburg | Unione Cristiano-Democratica di Germania | PPE    |
| Wolfgang Schall                                 | Unione Cristiano-Democratica di Germania | PPE    |
| Rudolf F. Schieler                              | Partito Socialdemocratico di Germania    | SOC    |
| Dieter P.A. Schinzel                            | Partito Socialdemocratico di Germania    | SOC    |
| Ursula Schleicher                               | Unione Cristiano-Sociale in Baviera      | PPE    |
| Gerhard Schmid                                  | Partito Socialdemocratico di Germania    | SOC    |
| Heinz Schmitt                                   | Partito Socialdemocratico di Germania    | SOC    |
| Paul Schnitker                                  | Unione Cristiano-Democratica di Germania | PPE    |
| Karl Schön                                      | Partito Socialdemocratico di Germania    | SOC    |
| Konrad Schön                                    | Unione Cristiano-Democratica di Germania | PPE    |
| Olaf Schwencke                                  | Partito Socialdemocratico di Germania    | SOC    |
| Horst Seefeld                                   | Partito Socialdemocratico di Germania    | SOC    |
| Hans-Joachim Seeler                             | Partito Socialdemocratico di Germania    | SOC    |
| Lieselotte Seibel-Emmerling                     | Partito Socialdemocratico di Germania    | SOC    |
| Hellmut Sieglerschmidt                          | Partito Socialdemocratico di Germania    | SOC    |
| Jochen van Aerssen                              | Unione Cristiano-Democratica di Germania | PPE    |
| Heinz Oskar Vetter                              | Partito Socialdemocratico di Germania    | SOC    |
| Mechthild von Alemann                           | Partito Liberale Democratico             | LD     |
| Philipp von Bismarck                            | Unione Cristiano-Democratica di Germania | PPE    |
| Thomas von der Vring                            | Partito Socialdemocratico di Germania    | SOC    |
| Otto von Habsburg                               | Unione Cristiano-Sociale in Baviera      | PPE    |
| Kai Uwe von Hassel                              | Unione Cristiano-Democratica di Germania | PPE    |
| Karl von Wogau                                  | Unione Cristiano-Democratica di Germania | PPE    |
| Manfred W. Wagner                               | Partito Socialdemocratico di Germania    | SOC    |
| Gerd Walter                                     | Partito Socialdemocratico di Germania    | SOC    |
| Hanna Walz                                      | Unione Cristiano-Democratica di Germania | PPE    |
| Kurt Wawrzik                                    | Unione Cristiano-Democratica di Germania | PPE    |
| Beate Weber                                     | Partito Socialdemocratico di Germania    | SOC    |
| Klaus H.W. Wettig                               | Partito Socialdemocratico di Germania    | SOC    |
| Heidemarie Wieczorek-Zeul                       | Partito Socialdemocratico di Germania    | SOC    |

## Modifiche intervenute

### Partito Socialdemocratico di Germania
- In data 16.01.1980 a Karl W.H. Hauenschild subentra Karl-Heinrich Mihr.
- In data 18.01.1980 a Eugen Loderer subentra Fritz Gautier.
- In data 30.09.1981 a Erdmann Linde subentra Dieter Rogalla.
- In data 11.03.1983 a Willy Brandt subentra Hermann Heinemann.

### Unione Cristiano-Democratica di Germania
- In data 17.06.1980 a Albert Pürsten subentra Elmar Brok.
- In data 30.01.1981 a Herbert W. Köhler subentra Otmar Franz.
- In data 17.02.1981 a Franz-Josef Nordlohne subentra Rudolf Wedekind.
- In data 01.01.1984 a Casimir J. Prinz zu Sayn-Wittgenstein-Berleburg subentra Axel N. Zarges.